# Darcílio Ayres
Darcílio Ayres Raunheitti, ou apenas Darcílio Ayres, (Nova Iguaçu, 24 de abril de 1924 – Nova Iguaçu, 11 de fevereiro de 1986) foi um serventuário da justiça e político brasileiro, outrora deputado federal pelo Rio de Janeiro.

## Dados biográficos
Filho de José Raunheitti e de Ducelília de Moura Raunheitti. Serventuário de justiça, estreou na política pela UDN ao perder a eleição para deputado estadual pelo Rio de Janeiro em 1962. Com a instauração do bipartidarismo pelo Ato Institucional Número Dois em 1965, elegeu-se deputado estadual pelo MDB em 1966 e pela ARENA em 1970. Eleito deputado federal em 1974 e 1978, migrou para o PDS mediante a restauração do pluripartidarismo em 1980. Reeleito deputado federal em 1982, votou contra a Emenda Dante de Oliveira em 1984 e votou em Paulo Maluf no Colégio Eleitoral em 1985. Faleceu no curso do mandato vítima de câncer.